# 博卢省
博卢省（土耳其語：Bolu ili）是位于土耳其西北部的一个省，面积7,410km²，首府博卢。